# PCSX
PCSX es un emulador de la consola PlayStation de Sony para PC. El principal desarrollador de este programa fue Linuzappz, el mismo programador que inició el proyecto de PCSX2. Los códigos fuente del emulador se encuentran disponibles en la página oficial del mismo.

## Historia
El desarrollo empezó el 31 de agosto del 2000. La última versión disponible es la 1.5 y puede ejecutar juegos comerciales; sin embargo, el desarrollo del proyecto fue abandonado por Linuzappz el 17 de septiembre de 2003 y la mayoría de los desarrolladores migraron a su proyecto hermano, emulador de PS2, PCSX2.
En 2006 un grupo de fanáticos creó PCSX-df (una versión modificada) que implementó nuevas características y corrigió varios bugs, pero solo lo desarrollaron (y lo desarrollan) para GNU/Linux quitándole la compatibilidad con Windows que antes tenía.
A base de la versión 1.9 de esta modificación se creó PCSX-Reloaded (abreviado como PCSX-R o PCSXR) que también agregó nuevas mejoras y corrigió errores, además mantuvo la compatibilidad con Windows, GNU/Linux, Mac Os X, y agregó compatibilidad a varias plataformas más como GameCube, Wii, PlayStation 3, y Blackberry. Actualmente es una beta avanzada que se actualiza regularmente cada varios meses pero se crean builds SVN casi a diario. Es considerada el sucesor del proyecto original en internet.
Ambas versiones actualmente se desarrollan en paralelo, con ocasional cooperación entre ambas.
La página oficial del emulador fue cerrada por lo que actualmente no puede descargarse ninguna versión desde ahí, pero si desde otras páginas (mirror), además de las ya mencionadas nuevas versiones.

## Funcionamiento
PCSX, y sus forks funcionan de igual manera que PCSX2 empleando, de manera similar a ePSXe, una tecnología basada en plugins o extensiones (heredada de PSEmu PRO) (que se pueden conseguir en internet o usar los que el emulador provee por defecto) para el manejo de gráficos, sonido, mando, unidad de CD-ROM y PlayStation Link Cable. Los controladores que se encargan de emular las ranuras para Memory Card y la BIOS de la consola son proporcionados por el emulador, aunque cabe aclarar que la versión por defecto (suministrada por el emulador) de esta última es solamente simulada por lo que se recomienda conseguir el archivo de BIOS desde otra fuente.
El emulador es capaz de emular juegos comerciales casi perfectamente, con algún glitch o bug ocasional, en ordenadores de hace varios años, a velocidad jugable (más de 30 FPS) debido a la antigüedad de la consola y la capacidad de los ordenadores. La velocidad y calidad de la emulación pueden variar dependiendo de la configuración de los plugins, haciéndolo de perfectamente jugable (incluso mejor que en la consola original debido a los plugins gráficos y de sonido) hasta lento e injugable. Es muy raro y bajo el número de títulos injugables en el emulador aun habiendo probado todas las configuraciones de plugins, dichos juegos suelen trabarse en cierto nivel o mostrar una pantalla negra y detener la emulación al cargar cierta escena o realizar cierta acción.
El mando de PlayStation es emulable, tanto con un teclado u otro dispositivo, como con un Gamepad conectado al PC. Para iniciar un juego se requiere la imagen ISO de este o introducir el CD-ROM en la unidad lectora para iniciar, una vez iniciado solo se pueden configurar los plugins de mando, y otras pocas opciones hasta que termine la emulación. En el juego se puede guardar en Memory Card (como en la versión normal) o en cualquier momento con Savestates.